# Brycon hilarii
Brycon hilarii, in Brasilien Piraputanga genannt, gehört zu den Salmlerartigen (Characiformes) in Südamerika.

## Vorkommen und Lebensraum
Brycon hilarii kommt in Südamerika im Einzugsgebiet des Río Paraguay in Brasilien, Paraguay und Argentinien vor. Über die Populationsgenetik dieser Art ist nur wenig bekannt. Eine größere Untersuchung wurde zwischen Padre Insel und dem Rio Miranda durchgeführt, wobei die Ergebnisse jedoch durch das große Vorkommen an künstlicher Nahrung verfälscht wurden. Der 697 Kilometer lange Rio Miranda ist eines der größten Gewässer im Überschwemmungsgebiet des Pantanal und bildet in der Regenzeit zahlreiche marginale und nährstoffreiche Lagunen, die wegen ihres reichen Nahrungsangebots bevorzugt von Brycon hilarii aufgesucht werden.

## Beschreibung
Die Fische haben einen kompakten und stromlinigen Körperbau. Sie haben ein endständiges Maul und relativ große Augen. Die Färbung reicht am Rücken und an den Seiten von grün, blau bis gelblich. Ihre After- und Schwanzflosse haben eine kräftige orange Färbung. Charakteristisch ist ein schwarzer Streifen, der von der Mitte der Schwanzflosse bis zur Körpermitte reicht. Brycon hilarii wird maximal 56 Zentimeter lang und 3,4 Kilogramm schwer.

## Lebensweise
Brycon hilarii ist rheophil und lebt bevorzugt in klaren und sauerstoffreichen Gewässern. Sie sind omnivor und ernähren sich überwiegend von Früchten, Samen und Insekten.
Der Zusammenhang zwischen Aufnahme der Früchte durch die Fische und Verbreitung der Samen wurde erst kürzlich im Rio Formoso untersucht. Untersuchungen des Mageninhaltes ergaben eine Zusammensetzung von 24 % tierischer Nahrung (Arthropoden, Schnecken und kleine Wirbeltiere), 31 % Samen und Früchte und 45 % anderes pflanzliches Material (Algen, Makrophyten, Blätter, Blüten). Der Piraputanga ernährt sich von 12 Fruchtarten und spielt für die Verbreitung von acht Pflanzenarten eine bedeutende Rolle. Früchte mit einem weichen Samen größer als 10 Millimeter werden aufgeschlossen aber alle andere Pflanzenarten mit kleinen Samen wie Ficus ssp. oder Psidium ssp, sowie eine Art mit harten Samen (Chrysophyllum gonocarpum) werden dispergiert.
Piraputangas fressen mehr Früchte während der Trockenzeit, bevor sie zu ihrer Laichwanderung aufbrechen. Während des Laichaufstiegs nehmen sie keine Nahrung mehr zu sich. In den Galeriewäldern des Rio Formoso gibt es keine Baumart, deren Verbreitung exklusiv von B. hilarii abhängig ist, denn sie werden ebenfalls durch Vögel und Säugetiere verbreitet. Der Piraputanga hat dort etwa einen Anteil von 50 % an der Samenverbreitung, spielt aber eine Bedeutung bei der Verbreitung über weitere Strecken. Somit hat ein Rückgang der Piraputanga-Population auch negative Einflüsse auf die Uferflora. Die Ernährung der Fischart ist in einem hohen Maße an eine naturbelassene Ufervegetation gebunden.
Im Oktober beginnt die Vorperiode der Laichzeit. Der Piraputanga unternimmt während der Regenzeit (November bis Februar) in seinem Verbreitungsgebiet des Rio Paraguay weite Laichwanderungen. Es wurde festgestellt, dass es in einem Wasserkörper unterschiedliche Migrationsmuster der jeweiligen Population geben kann. Unterschiedliche Populationen, die den gleichen Lebensraum beanspruchen und auf der Nahrungssuche den gleichen Habitat erschließen, können sich während der Laichzeit trennen und in unterschiedlichen Regionen ablaichen. Eine genetische Variation bei den Laichschwärmen von B. hilarii wurde im Flussbecken des Rio Miranda festgestellt.

## Wirtschaftliche Bedeutung
Aufgrund seines sehr wohlschmeckenden Fleisches ist er ein beliebter Speisefisch  und wird auch von Anglern gern erbeutet. Piraputangas werden auch in Teichwirtschaften und Aquakulturen gehalten.

## Beziehung zu Menschen
Im Bodoquena Hochland bei Bonito im Bundesstaat Mato Grosso do Sul, Brasilien und den umgebenden Gewässern wie dem Rio Prata oder Rio Formoso, gehört er bei Tauchern und Ökotouristen aufgrund seiner kräftigen Färbung im klaren Wasser mit zu den Touristenattraktionen in dieser Gegend. Der Fisch kann in großen Schwärmen in seiner natürlichen Umgebung beobachtet werden und ist zu einer Art Symbol für den naturverträglichen Umwelttourismus geworden. Es wurde jedoch auch beobachtet, dass sich die Ichtyofauna in ihrer Diversizität und Artenvielfalt durch den Besucherandrang und künstliche Fütterung verändert.

## Gefährdungsstatus
Die Population von Brycon hilarii ist in den letzten 20 Jahren drastisch zurückgegangen. Die Ursachen liegen in der Entwaldung, Wasserbau (Staudämme), Bewässerung für die Landwirtschaft, Wasserverschmutzung und in der Überfischung.